# 陸軍中野学校二俣分校
陸軍中野学校二俣分校（りくぐんなかのがっこうふたまたぶんこう）とは、ゲリラ戦要員の短期育成を目的とした大日本帝国陸軍の教育機関。帝国陸軍の解散とともに廃止された。所在地は、現在の静岡県浜松市天竜区二俣町二俣。
現在跡地には浜松市社会福祉協議会天竜地区センターと浜松市天竜区役所南館が建てられており、すぐ傍に「陸軍中野学校二俣分校校趾碑」がある。
設立当時、生徒は服に軍曹の階級章を付け腰には軍刀を吊っていたため、同校の地元では（普通の）幹部候補生学校ができた、というくらいに思っていた。
諜報や防諜、宣伝など秘密戦に関する教育から、ゲリラ戦術の教育に変化していった中野学校とは異なり、当初からゲリラ戦術、破壊工作の訓練を目的に設置された。
ここでは日本軍に共通認識されていた戦陣訓の「生きて虜囚の辱めを受けず」という通常の教えとは正反対の「たとえ国賊の汚名を着ても どんな生き恥をさらしてでも生き延びよ」「できる限り生きて任務を遂行するのが中野魂である」という教えだった。
卒業生に小野田寛郎や谷本喜久男、末次一郎、井登慧等がいる。